# Província de Kayseri
Kayseri és una província situada a la part central de Turquia i administrada per un governador designat pel govern central.
Aquesta àrea s'ha relacionat amb històries mitològiques, així com amb importants figures de la història turca. Se situa a Anatòlia Central, i està envoltada pel Mont Erciyes, el Mont Hasan i el Mont Ali. El Mont Alí s'anomena així en honor d'Ali Baba, del qual es diu que va viure en aquesta zona.

## Districtes
La província de Kayseri es divideix en 16 districtes (els districtes de la capital, Kayseri, apareixen en negreta):
- Akkışla
- Bünyan
- Develi
- Felahiye
- Hacılar
- İncesu
- Kocasinan
- Melikgazi
- Özvatan
- Pınarbaşı
- Sarıoğlan
- Sarız
- Talas
- Tomarza
- Yahyalı
- Yeşilhisar

## Història

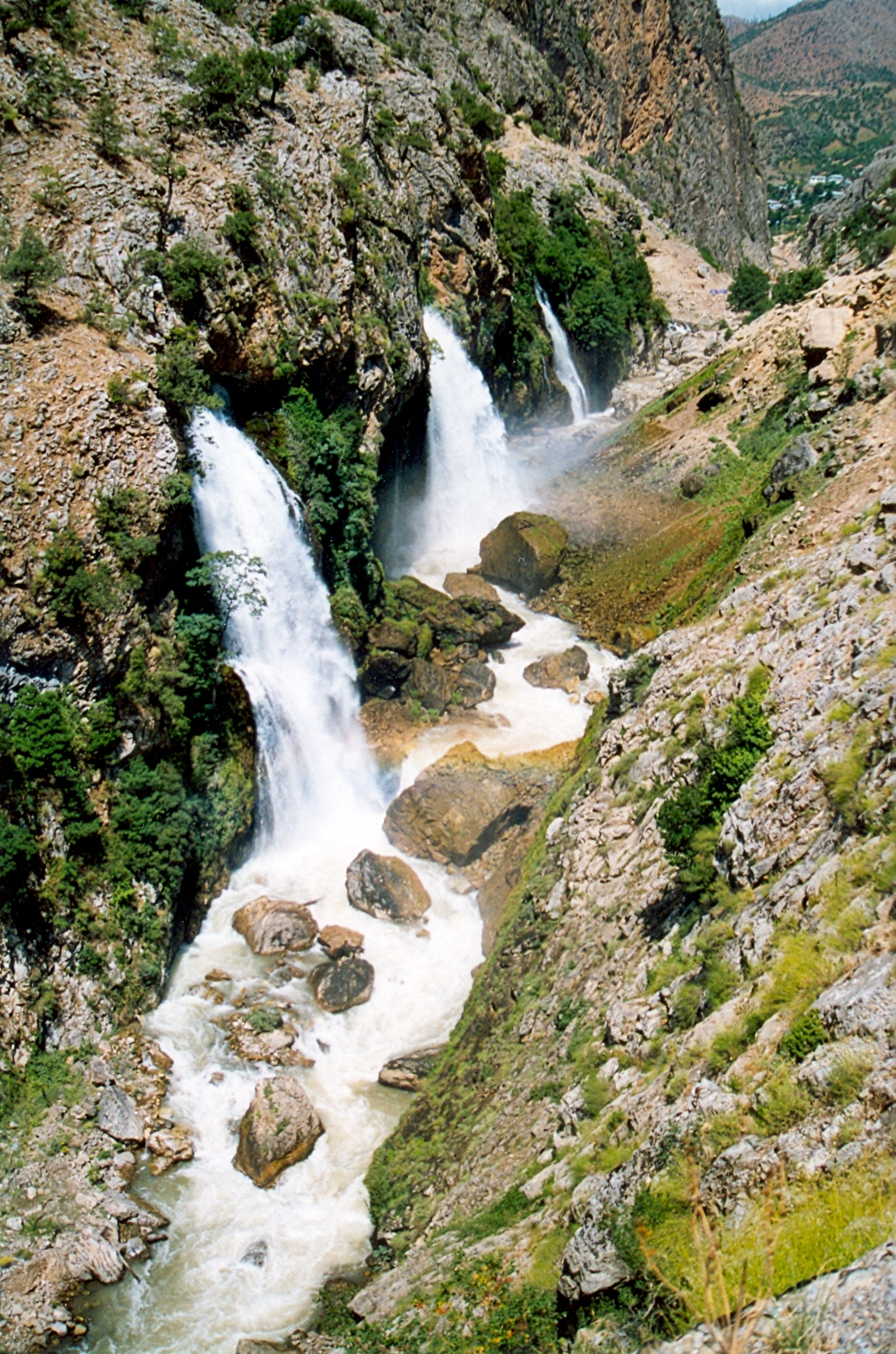
Cascades que brollen d'un penya-segat per sota d' Aladağlar.

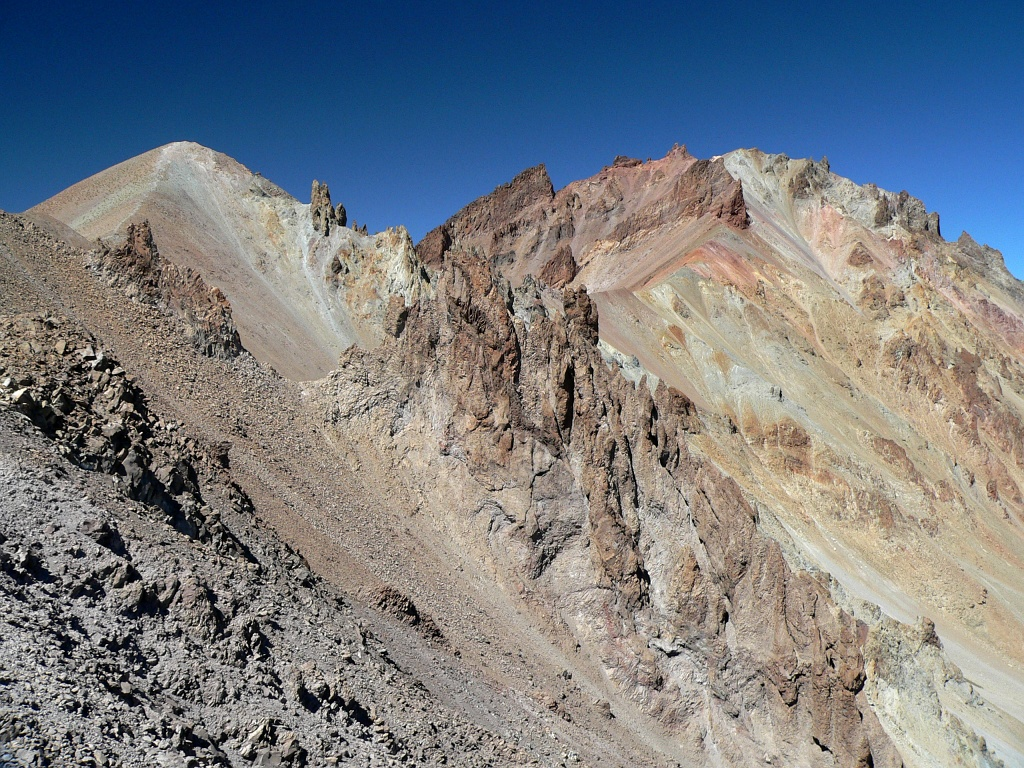
El Mont Erciyes, situat 25 km al sud de Kayseri. És la muntanya més alta d'Anatòlia central (3916 metres), i al seu cim s'hi troba un volcà actualment extingit.

Kayseri va ser primer coneguda amb el nom de Masaka. Més tard, durant l'període romà, el nom de la província va ser canviat a Caesarea, per Cèsar abans de ser coneguda amb el seu nom modern, o sigui Kayseri. Danixmend Ghazi va conquerir Kayseri el 1084. L'Imperi Seljúcida llavors modernitzà la província, amb edificis nous i mesquites que es construïren al voltant. És d'aquesta època el Şifahane, primer hospital de Kayseri, i potser el primer hospital a tota Anatòlia. Va ser construït en honor de la princesa Gevher Nesibe Hatun, filla del Soldà. Morí d'una malaltia quan encara era força jove. La construcció de l'hospital fou completada el 1206.
Més tard, Kayseri va esdevenir una meca cultural de poetes i artistes a Turquia. Hi vivia Seyyid Burhaneddin, així com molts d'altres, com ara Burhan al-Din i Seyrani. Seynari va néixer el 1807. Sinan el Gran, un arquitecte Otomà, era també de Kayseri.
El 1919, Atatürk va triar Kayseri com a nova llar.

## La moderna Kayseri
Kayseri és avui dia una província plena d'edificis moderns i museus. Algunes de les estàtues i monuments més famosos de Turquia estan situats allà. La moderna ciutat de Kayseri es troba al districte de Melikgazi.

## Transport a Kayseri
A banda de transport de taxi i autobús, Kayseri té un aeroport modern, l'Aeroport Internacional de Kayseri, on hi operen 13 línies aèries, incloent-hi Turkish Airlines.

## Galeria

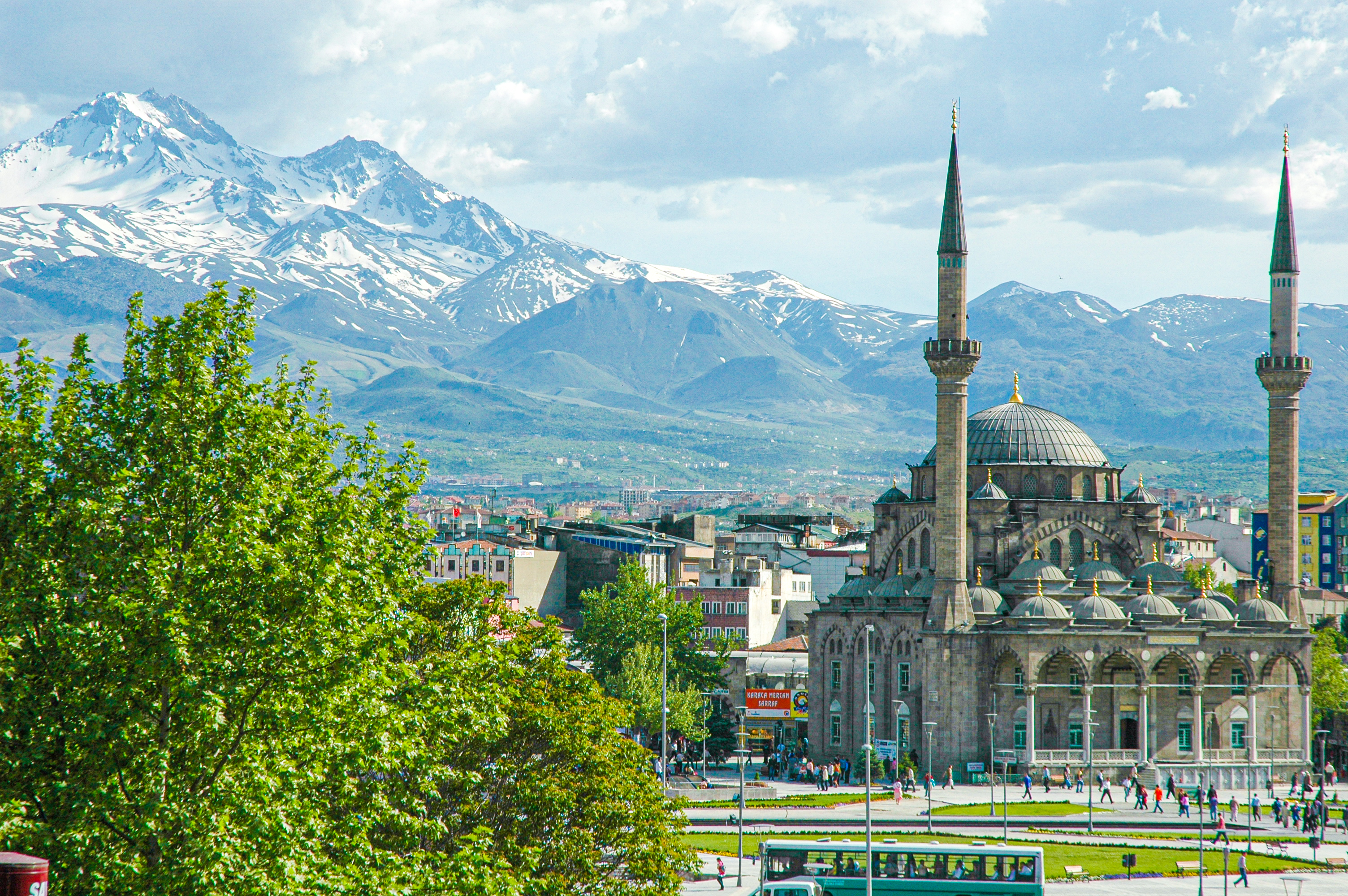
El Mont Erciyes i la mesquita de Bürüngüz
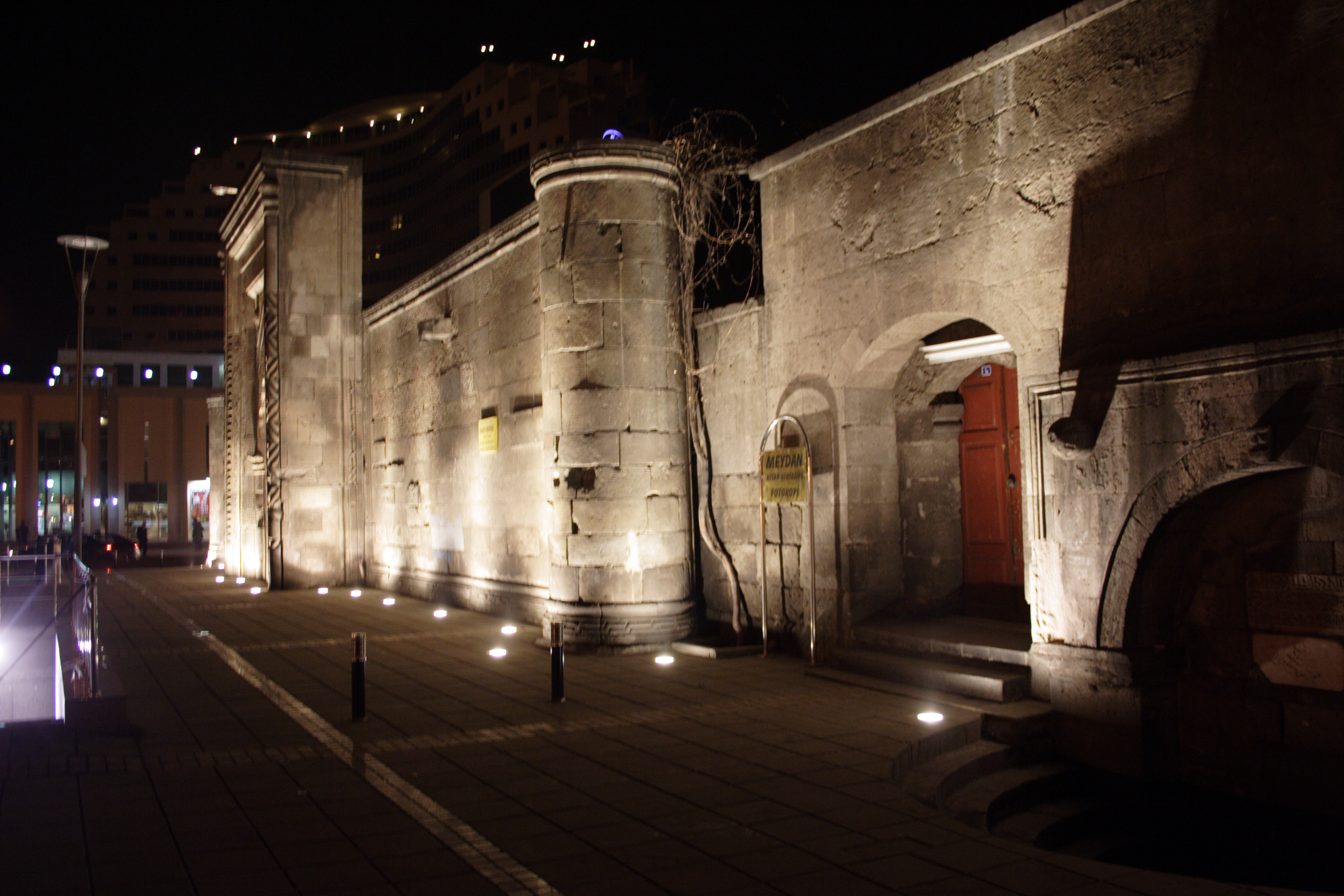
La madrassa de Sahabiye a Kayseri